# Ізмаїльський військово-морський ліцей з посиленою військово-фізичною підготовкою
Ізмаїльський військово-морський ліцей з посиленою військово-фізичною підготовкоюю — середній навчальний заклад, ліцей з посиленою військово-фізичною підготовкою у Ізмаїлі.
Розташування: м.Ізмаїл, вул. Нахімова, 407 І  - Одеська область, м.Ізмаїл, вул. Фанагорійська, 7

## Історія
Ліцей з посиленою військово-фізичною підготовкою був створений рішенням Одеської облради у 2011 році на базі школи-інтернату для дітей-сиріт. Тут проводилося навчання 10-11 класів. Причому, п'ятиразове харчування і проживання на території ліцею були безкоштовними. Перший набір становив 60 дітей – два класи, на наступний рік їх було вже 120.
В 2017 році у колишніх будівлях ліцею розмістили батальйон 49 полку НГУ, а ліцей в 2018 році перемістився у інші приміщення.
В 2018 році ліцей уклав угоду про співпрацю з Інститутом військово-морських сил НУ «ОМА».
Провадить набір випускників 2018 року.

## Керівництво
- Вінжега Лариса Леонідівна
- Ірина Бойчева
- Директор в.о. лейтенант запасу Стогнієнко Наталя Володимирівна (2018)